# Tectaria impressa
Tectaria impressa är en ormbunkeart som först beskrevs av Fée, och fick sitt nu gällande namn av Holtt. Tectaria impressa ingår i släktet Tectaria och familjen Tectariaceae. Inga underarter finns listade.